# KISS KISS KISS (KAT-TUNの曲)
「KISS KISS KISS」（キス キス キス）は、KAT-TUNの24作目のシングル曲。2015年3月11日にJ Stormから発売された。

## 概要
初回限定盤1、初回限定盤2、通常盤の3形態で発売。KAT-TUNが3月にシングルをリリースするのは、2009年発売の「RESCUE」以来6年ぶりで、発売日も「RESCUE」と同じ日である。初回限定盤2のカップリングは、メンバー2人2組でのユニット曲が収録されている。

## オリコンランキングに対する疑惑
このシングルCDがリリースされた翌週の3月16日に、オリコンが同年5月31日をもってコンサートチケットを付属するCDの合算集計を終了すると発表した(後日、集計終了を6月28日に延期しているが、付属するコンサートチケットが一般的に購入可能なものと同等であれば2018年度から合算を再開している)。これについてはEXILEが2013年4月にリリースした「EXILE PRIDE 〜こんな世界を愛するため〜」など、LDH系やK-POPが同様の商法を用いて、実態とは異なる売上を記録していたが、このシングルCDと同じ日にリリースされたSHINeeの「Your Number」が同様の商法を利用していた。しかしKAT-TUNの前作「Dead or Alive」でもミュージック・カード商法を用いてきたJYJに首位獲得を脅かされたタイミングで集計終了が発表されており、立て続けにオリコンが対策に乗り出しているところから、ジャニーズ事務所に対する配慮とも受け止められかねない疑惑となっている。

## 収録曲

### CD

#### 通常盤
1. KISS KISS KISS
作詞：25→graffiti、作曲･編曲：Ocean94
  - 亀梨和也主演 テレビ朝日系金曜ナイトドラマ『セカンド・ラブ』主題歌
2. RACE GOES ON
作詞：NOYCE'、作曲･編曲：King of slick
3. NOTHING ELSE MATTERS
作詞：RUCCA、作曲：Jon Hallgren･Peter Boyes、編曲：Jon Hallgren
4. KISS KISS KISS（オリジナル・カラオケ）
5. RACE GOES ON（オリジナル・カラオケ）
6. NOTHING ELSE MATTERS（オリジナル・カラオケ）

#### 初回限定盤1
1. KISS KISS KISS
2. PHANTOM
作詞：KAHLUA、作曲：Manabu Marutani、Kenichi Takemoto、Command Freaks、編曲：Command Freaks
3. PHANTOM（オリジナル・カラオケ）

#### 初回限定盤2
1. KISS KISS KISS
2. RAY
作詞：FOREST YOUNG、作曲･編曲：TKMZ、Victor Newman
3. キラリト - 田口淳之介・中丸雄一
作詞：田口淳之介･中丸雄一、作曲：Albi Albertsson･DAICHI、編曲：MUSSASHI
4. ありがとう - 亀梨和也・上田竜也
作詞：上田竜也、作曲：KEI YOSHIKAWA、編曲：Eiji Kawai
本曲には亀梨が歌詞を一部変更した「君と僕」が存在する。
5. RAY（オリジナル・カラオケ）

### DVD

#### 初回限定盤1
1. KISS KISS KISS（ビデオ・クリップ＋メイキング）

#### 初回限定盤2
1. シャッフルKAT-TUN（オリジナル特典映像）

| A メロ・Bメロ | A メロ・Bメロ | → | サビ | サビ        |
|               | ホ短調 (Em)   | → |      | ハ短調 (Cm) |

## テレビ出演
KISS KISS KISS
- 『ザ少年倶楽部プレミアム』（2015年3月18日、NHK BSプレミアム）

NOTHING ELSE MATTERS
- 『ザ少年倶楽部プレミアム』（2015年11月18日、NHK BSプレミアム）
テレビ 初披露

RAY
- 『ザ少年倶楽部プレミアム』（2015年6月17日、NHK BSプレミアム）
テレビ 初披露

ありがとう
- 『ザ少年倶楽部プレミアム』（2015年6月17日、NHK BSプレミアム）
テレビ 初披露

キラリト
- 『ザ少年倶楽部プレミアム』（2015年6月17日、NHK BSプレミアム）
テレビ 初披露